# Jørgen Rostrup
Jørgen Rostrup, né le 5 novembre 1978 à Kristiansand est un athlète norvégien spécialiste de la course d'orientation. Il a remporté deux titres de champion du monde en individuel et deux autres en relais.

## Biographie
Après avoir été sacré champion du monde junior deux années consécutives, en 1997 et 1998, Jørgen Rostrup remporte son premier titre mondial sur moyenne distance lors des championnats d'Inverness en 1999. Deux ans plus tard, il est médaillé d'or aux Mondiaux de Tampere sur longue distance. Il gagne également la médaille de bronze sur moyenne distance la même année. 
Il obtient deux autres titres mondiaux avec l'équipe de Norvège au sein du relais, le premier à Västerås en 2004 et le second l'année suivante, à Aichi.

## Palmarès
| Épreuve / Édition | Inverness 1999 | Tampere 2001 | Rapperswil/Jona 2003 | Västerås 2004 | Aichi 2005 |
| Courte distance   | -              | 19e          | -                    | 7e            | -          |
| Moyenne distance  | Or             | Bronze       | 5e                   | -             | 6e         |
| Longue distance   | -              | Or           | -                    | -             | -          |
| Relais            | -              | -            | 7e                   | Or            | Or         |